# Chris Landreth
Chris Landreth, né le 4 août 1961 à Hartford au Connecticut, est un réalisateur de films d'animation canadien. Il est venu à l'animation après une première carrière comme ingénieur. 

## Biographie
Après son diplôme en mécanique théorique et appliquée à l'université d'Illinois en 1986, il travaille pendant 3 ans dans la recherche expérimentale de la mécanique des fluides. 
En 1994, il travaille pour Alias/Wavefront comme testeur de logiciels d'animation. Cela le conduit à réaliser ses premiers courts métrages the end (1995), en nomination aux Oscars, et Bingo (1998), qui reçoit le prix Génie du meilleur court métrage. En 2004, il réalise Ryan un court métrage sur la vie de Ryan Larkin, un animateur canadien, et reçoit l'Oscar du meilleur court métrage d'animation en 2005. En 2013, il crée Jeu de l'inconscient en stéréoscopie 3D, qui reçoit le Cristal d'Annecy.

## Filmographie
Tous les films de Chris Landreth sont des courts métrages.
- 1995 : the end
- 1998 : Bingo (en)
- 2004 : Ryan
- 2009 : The Spine (en)
- 2013 : Jeu de l'inconscient

## Prix
- 1998 : Prix Génie du meilleur court métrage pour Bingo[1]
- 2005 : Oscar du meilleur court métrage d'animation pour Ryan
- 2013 : Cristal d'Annecy du meilleur court métrage pour Jeu de l'inconscient[3]